# Ciężka Turniczka

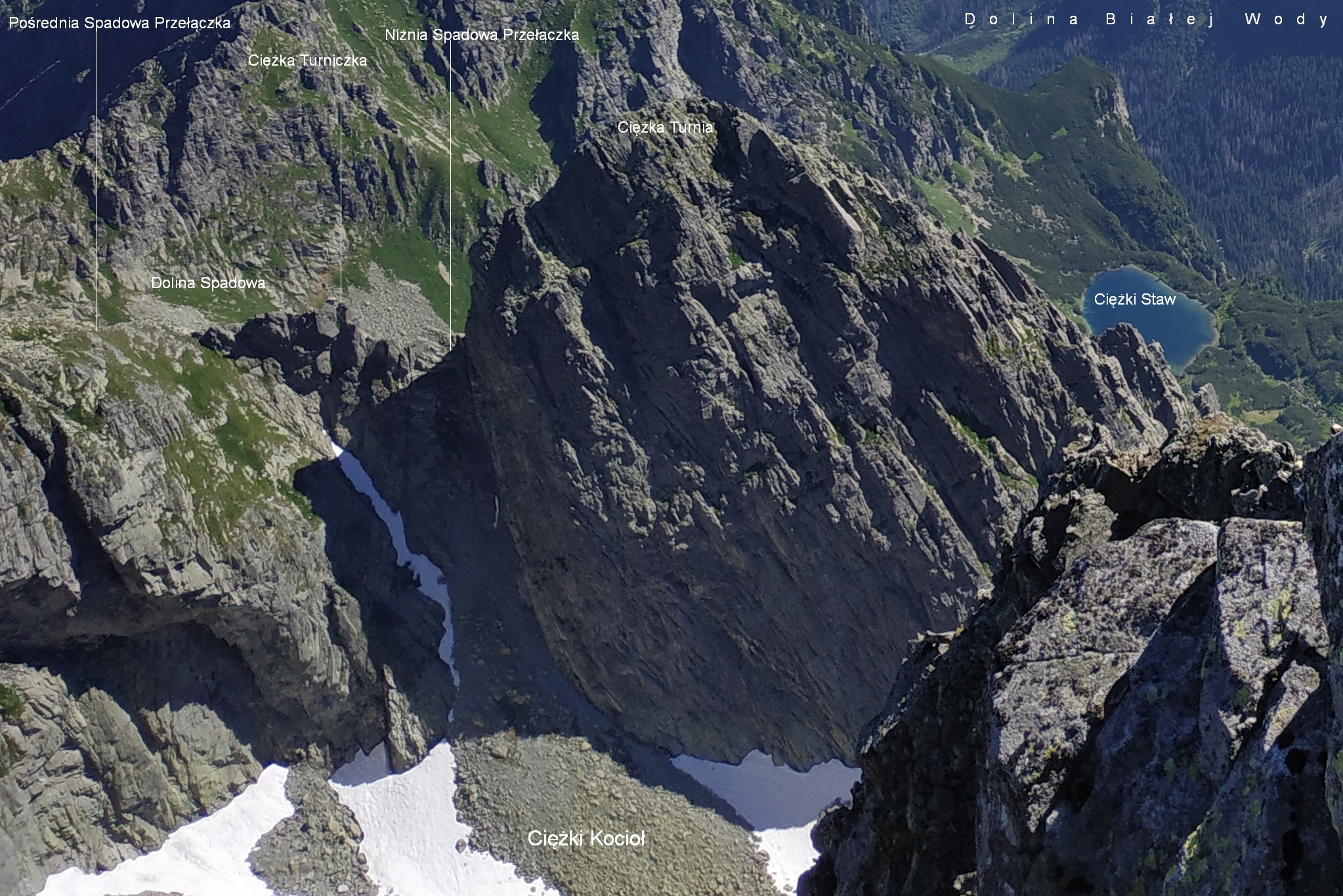
Widok z Rysów

Ciężka Turniczka (niem. Verborgenes Türmche, słow. Česká vežička, węg. Cseh-tavi-tornyocska, ok. 2220 m) – turniczka w bocznej, wschodniej grani Niżnich Rysów w Tatrach Słowackich. Znajduje się w niej pomiędzy Pośrednią Spadową Przełączką (ok. 2215 m), która oddziela ją od Niżnich Rysów a Niżnią Spadową Przełączką (2190 m) oddzielającą ją od Ciężkiej Turni. Zarówno na północną stronę do Doliny Spadowej, jak i na południową, do Ciężkiego Kotła opada ściankami o wysokości do 30 m. Najłatwiej na jej szczyt można wejść z Pośredniej Spadowej Przełączki.
Z Niżniej Spadowej Przełączki przez Ciężką Turniczkę prowadzi droga wspinaczkowa na Ciężką Turnię. Przejście łatwe (w zależności od wariantu 0+, I lub II w skali tatrzańskiej, czas przejścia 45 min), ale miejscami silnie eksponowane. Pierwsze przejście: Gyula Komarnicki 7 lipca 1912 r.
Autorem nazwy turniczki jest Władysław Cywiński.